# Outer Space Jitters
Outer Space Jitters é um filme estadunidense curta metragem de 1957, dirigido por Jules White. É o 182º de um total de 190 filmes da série com os Três Patetas produzida pela Columbia Pictures entre 1934 e 1959.

## Enredo
Os Três Patetas contam uma história para seus filhos bebês (eles próprios, que aparecem na penúltima cena). Eram assistentes do Professor Jones (Emil Sitka) que viajou ao planeta Sunev (Vênus soletrado de trás para a frente). O líder do planeta, o Grande Slitz (Gene Roth) é aparentemente cortês mas depois revela um plano de criar um exército de zumbis pré-históricos para invadir a Terra. Ele manda prender o professor, enquanto os Patetas estavam atrás de três nativas do planeta (Harriette Tarler, Diana Darrin e Arline Hunter). As garotas são de vida artificial e dão choques elétricos neles toda vez que são tocadas. Ao jantar, o oficial conhecido como Alto Mucky Muck (Philip Van Zandt) avisa que essa foi a última refeição deles pois pretende executá-los. Os Patetas dão-lhe um curto circuito usando a água que trouxeram em sua nave e vão atrás do Professor, mas antes devem lutar contra um gigantesco zumbi pré-histórico (Dan Blocker de Bonanza). Antes de fugirem, o trio e o professor destroem o equipamento que criaria o exército de zumbis.